# Oi! Oi! Music!
Oi! Oi! Music! è il primo album studio del gruppo skinhead gallese The Oppressed, pubblicato nel 1984.

## Tracce
1. We're the Oppressed
2. Leave Me Alone
3. Violent Society
4. Urban Soldiers
5. Chaos
6. Gun Law
7. Riot
8. Joe Hawkins
9. Fight for Your Life
10. Ultra Violence
11. Government Out
12. Run from You
13. Skinhead Girl
14. Don't Look Back
15. Magistrate